# 费姆克·科克
费姆克·科克（荷蘭語：Femke Kok，2000年10月5日—），荷兰女子速度滑冰运动员，2020年世界单程距离速度滑冰锦标赛女子团体竞速赛金牌得主、2021年世界速度滑冰锦标赛女子500米银牌得主、2023年世界速度滑冰锦标赛女子500米金牌得主、2024年世界单程距离速度滑冰锦标赛女子500米金牌得主。